# Типология Оукшотта

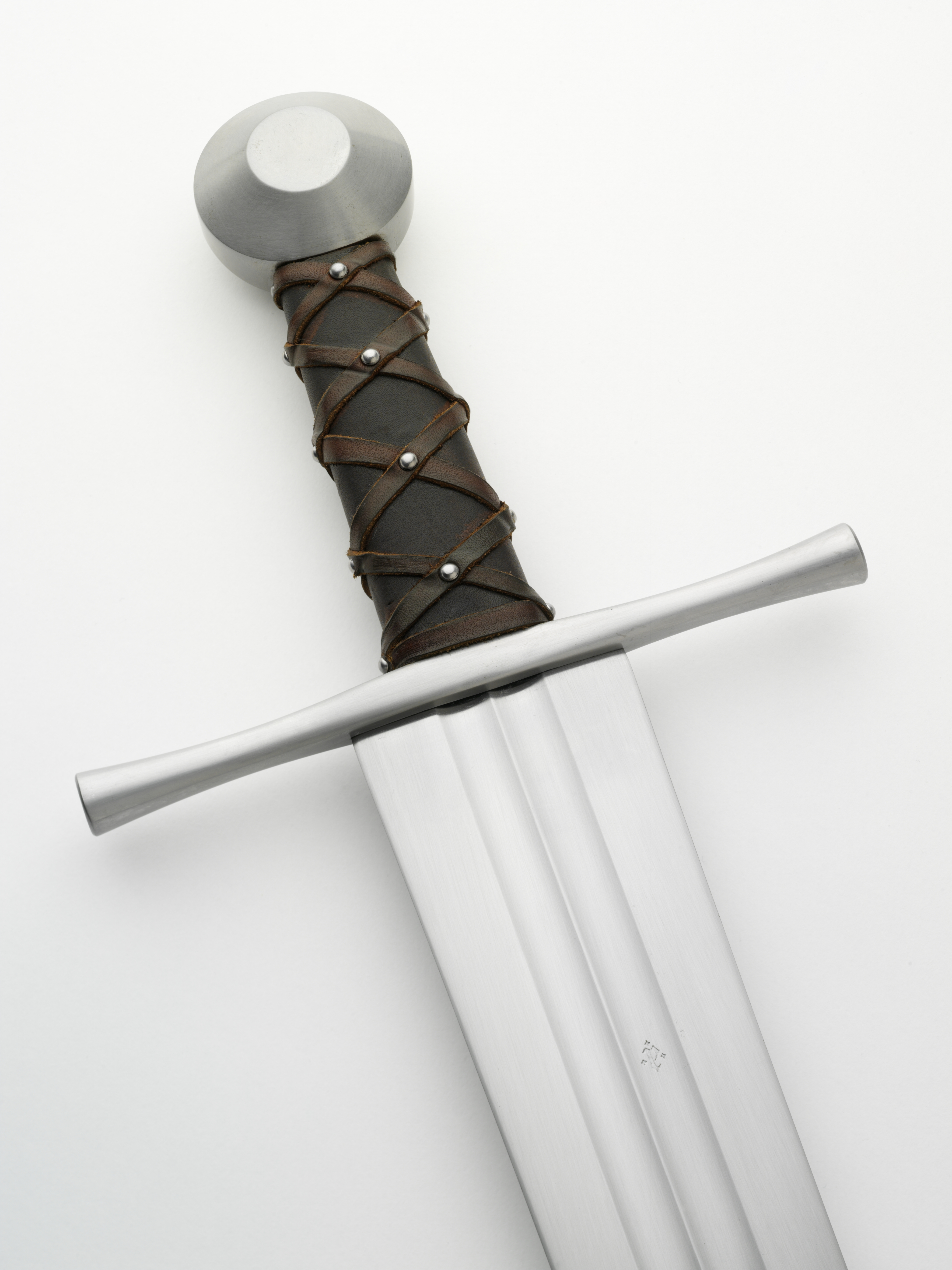
Меч, описываемый формулой Х-I-2

Типология Оукшотта — классификация средневековых мечей (с 1050 по 1550 год), разработанная английским исследователем Эвартом Оукшоттом. Классификация получила признание историков, оружиеведов, реконструкторов средневековья и любителей холодного оружия во всём мире. С исчерпывающей полнотой Оукшоттом были описаны все основные виды использовавшихся в средние века мечей, разделённых на 13 основных типов и 9 подтипов. Нумерация внутри типологии начинается с типа Х, так как, по замыслу Оукшотта, его классификация логично продолжает классификацию мечей эпохи викингов, оканчивающуюся на типе IX (имеется в виду сокращённая типология Уиллера, состоящая из 7 типов, с двумя типами, добавленными самим Оукшоттом).
В основу типологической схемы поставлена форма и конструкция клинка — основной, рабочей части меча, что выгодно отличает классификацию Оукшотта от других подобных систем, построенных на сравнении формы эфеса (например, типология датской исследовательницы Ады Брюн-Хоффмайер (дат. Ada Bruhn-Hoffmeyer), изданная в 1954 году).
Сам же Оукшотт, помимо классифицирования собственно мечей, параллельно разработал типологические схемы наверший и крестовин (гард). Все эти три тесно взаимосвязанные схемы (клинков, наверший и крестовин) образуют стройную и удобную систему, позволяющую описать практически любой меч формулой вида: XVIIIa-T-4, где XVIIIa — это тип меча, T — форма навершия, 4 — стиль исполнения крестовины.

## История создания
В 1960-м году Оукшотт публикует книгу «Археология оружия. От бронзового века до эпохи Ренессанса» (англ. The Archaeology of Weapons: Arms and Armour from Prehistory to the Age of Chivalry). Книга охватывает большой хронологический период и описывает различные виды наступательного и оборонительного вооружения. Помимо прочего в ней содержится и первый вариант типологии мечей, состоявший на тот момент из 10 типов, с X по XIX (подтипы отсутствовали).
Через четыре года, в 1964-м, выходит новая книга, на этот раз уже целиком посвящённая тематике средневековых мечей — «Меч в век рыцарства» (англ. The Sword in the Age Chivalry). При добавлении всего одного нового типа (тип ХХ), Оукшотт выделяет большое, а именно 12, количество под- или субтипов, тем самым существенно расширив рамки своей типологии. Своеобразный рекорд ставит тип XVIII, получивший целых 5 подтипов.
В изданных впервые в 1991-м году «Записках о средневековом мече» (англ. Records of the Medieval Sword) и имевших посвящение: 

Всем мечникам прошлого и настоящего.
Оригинальный текст (англ.)For all swordsmen, past and present.

Оукшотт подводит некий итог своим исследованиям, внеся последние коррективы и дополнения в классификацию, а именно:
- из типа Х выделяется подтип Ха
- подтип XIb, как оказалось неправильно определённый, удаляется
- из типа XII выделяется подтип XIIa
- из 5-и подтипов типа XVIII оставляется только один (XVIIIа)
- подтип ХХа разделяется на два новых типа (XXI и XXII), ставших таким образом последними в классификации.
- одновременно с выделением типов XXI и XXII обозначается новый подтип ХХа

Все три книги образовывают своеобразную, неоднократно переиздающуюся, «мечевую» трилогию, получившую международное признание. Первые две книги доступны на русском языке.

## Типология
Все мечи в типологии Оукшотта разделены на две большие группы: в первой, охватывающей период с 1050 по 1350 года, описываются так называемые «романские» мечи, для которых характерны широкие, плоские клинки линзовидного сечения, с длинными, и зачастую широкими долами, во второй группе описываются так называемые «готические» мечи (1350-1550 года) имеющие сравнительно узкие клинки четырёх- или шестигранного сечения и длинные острия. Мечи первой группы ориентированы в основном на применение рубящих ударов, тогда как мечи второй группы, само появление которых было вызвано усилением доспехов, предназначались в основном для колющих ударов. Значительную долю мечей во второй группе составляют так называемые бастарды — мечи с удлинёнными рукоятками, позволяющие при необходимости взяться за них обеими руками. При этом бастарды не относятся к двуручным мечам, а занимают промежуточное положение между ними и одноручными мечами.
Несколько особняком стоят мечи типов XXI и XXII, которые в значительной степени относятся к эпохе Ренессанса.
Типы расположены в примерном хронологическом порядке своего появления.
 Цветом выделены типы мечей по разным причинам не вошедшие в окончательный вариант классификации.
| Тип                           | Описание | Длина клинка, см              | Период использования. Типы наверший. Стили крестовин .   | Изображение                                                             |
| Мечи первой группы, 1050-1350 | Мечи первой группы, 1050-1350 | Мечи первой группы, 1050-1350 | Мечи первой группы, 1050-1350                            | Мечи первой группы, 1050-1350                                           |
| ----------------------------- | --- | ----------------------------- | -------------------------------------------------------- | ----------------------------------------------------------------------- |
| X                             | Широкий клинок, острие слабо выражено, кончик клинка может быть даже закруглён. Дол длинный, широкий и неглубокий. Переходный тип от эпохи викингов к средневековым мечам. | 78-84                         | ок.1000-1200 A, B, G, H, I, J, K, M 1, 2, 3              | Тип X                                                                   |
| Xa                            | От типа Х отличался чуть более длинным клинком и более узким долом, сужение клинка выражено явственнее. | 78-84                         | ок.1000-1200 A, B, G, H, I, J, K, M 1, 2, 3              | Подтип Ха                                                               |
| XI                            | Клинок у́же и длиннее чем у типов Х и Ха, острие обозначено более чётко. Дол узкий, занимает 4/5 длины клинка. | 91,5-94                       | 1100-1175 A, B, G, H, I, J, K 1, 2, 3                    | Тип XI                                                                  |
| XIa                           | Широкий, как у типа Х клинок, сочетается с узким долом типа XI. Клинки в среднем короче чем у типа XI. | 84-94                         | 1100-1175 A, B, G, H, I, J, K 1, 2, 3                    | Изображение меча                                                        |
| XIb                           | Первоначально описывался имеющим параллельные кромки и закруглённое окончание клинка. Позднее Оукшотт признал, что ошибочно идентифицировал тип на основании осмотра сильно проржавевших экземпляров, и полностью удалил его из типологии. |                               |                                                          |                                                                         |
| XII                           | Клинок широкий, с равномерным сужением. Дол средней ширины занимает большую часть длины клинка. Рукоять чуть длиннее, чем у предыдущих типов. Вероятно самый распространённый тип в XIII-XIV веках. | 81-86                         | 1170-1350 I или любой 3 или любой                        |                                                                         |
| XIIa                          | От типа XII отличается большими размерами как клинка, так и рукояти (15-25 см), вес 1,5-2,0 кг. Дол занимает две трети длины клинка. Относится к так называемым «боевым мечам» (англ. great sword, фр. epées de guerre) — мечам предназначенным исключительно для боевого применения: с длинным клинком и длинной рукояткой позволяющей взяться двумя руками. | 91,5-101,5                    | 1250-1400 J или любой 1, 2, 3 или любой                  |                                                                         |
| XIII                          | Клинок широкий, со слабо выраженным схождением и коротким, иногда скруглённым острием. Дол занимает около половины или двух третей длины клинка. Рукоять сравнительно длинная. | 76-78                         | 1240-1350 D, E, I или любой 1, 2, 3, 5, 6, 7             | Изображение меча                                                        |
| XIIIa                         | Как и подтип XIIа относится к «боевым мечам» и имеет схожие массо-габаритные показатели. | 94-101,5                      | 1240-1350 D, E, I или любой 1, 2, 3, 5, 6, 7             |                                                                         |
| XIIIb                         | Форма клинка такая же как у типа XIII, но рукоять более короткая и рассчитанная однозначно под одну руку (клинок может быть более узким чем у типа XIII). | 76-78                         | 1240-1350 D, E, I или любой 1, 2, 3, 5, 6, 7             |                                                                         |
| XIV                           | Меч довольно короткий и широкий, с явно выраженными схождением кромок и длинным острием. Дол занимает около половины длины клинка. | 66-84                         | 1275-1340 K или другие дисковидные типы 6, 7             |                                                                         |
| Мечи второй группы, 1350-1550 | |                               |                                                          |                                                                         |
| XV                            | Четырёхгранный клинок с прямолинейно сходящимися кромками, образующими форму вытянутого треугольника. | 73,5-84                       | 1290-1415 G, H, I, J, K или любой 8 или любой            |                                                                         |
| XVa                           | От типа XV отличается более узким и длинным клинком, а также полуторной рукояткой, относясь таким образом к мечам-бастардам. | 73,5-94                       | 1350-1420 G, H, I, J, K или любой 8 или любой            |                                                                         |
| XVI                           | Похож на тип XIV, но имеет более тонкое четырёхгранное острие. Представляет собой попытку совместить колющие и рубящие качества. | 71-81                         | 1300-1350 G, H, I, J, K, T, T1, T2 любой стиль           |                                                                         |
| XVIa                          | Полутораручная разновидность типа XVI, форма клинка такая же. | 81-88                         | 1330-1380 K, Н1 или любой любой стиль                    |                                                                         |
| XVII                          | Длинный и тяжёлый меч с полутора- или двуручной рукоятью. Образцы могут относиться к «боевым мечам» или бастардам. Клинок довольно узкий, шестигранного сечения, вес меча может доходить до 2,5 кг. Мог иметь короткий и неглубокий дол. | 86-96,5                       | 1335-1425 Н1, Т, Т1-Т5 1,6 или любой                     |                                                                         |
| XVIII                         | Узкий или широкий четырёхгранный клинок с плавным схождением, дол отсутствует, короткая рукоять. | 68,5-91,5                     | 1410 - 1510 I, J, T, Т1-Т5 11 или другие изогнутые стили |                                                                         |
| XVIIIa                        | Клинок и рукоять длиннее чем у тип XVIII, многие экземпляры являются бастардами. В верхней части клинка может быть узкий дол (отсутствующий у типа XVIII), ширина клинка варьируется в значительных пределах. | 68,5-106,5                    | 1410 - 1510 любой тип любой стиль                        | Тип XVIIIa, в ранней редакции — XVIIIb                                  |
| XVIIIb                        | Полутораручный вариант типа XVIII с узким, длинным клинком и очень длинной рукоятью (25-28 см), допускающей полноценный двуручный хват. Позднее объединён Оукшоттом с типом XVIIIa. Преимущественно немецкий тип. | 81-106,5                      | 1410 - 1510 G, H, I, J, K, Т, Т1-Т5 1, 2, 10 или любой   |                                                                         |
| XVIIIc                        | Так же как и предыдущий был объединён с типом XVIIIa, изначально отличался от него несколько большей шириной и длиной клинка, рукоять всегда полутораручная. Крестовина чаще всего имела S-образно изогнутые в горизонтальной плоскости концы. Тип преимущественно итальянский. | 81-86                         | 1410 - 1510 G, H, I, J, K 12                             |                                                                         |
| XVIIId                        | Узкий четырёхгранный клинок похожий на рапирный, иногда с узким длинным долом, крестовина как у XVIIIc, или сильно изогнутая дугообразная. Мог иметь дополнительные защитные элементы эфеса. | 68,5-91,5                     | 1410 - 1510 G, H, I, J, K 12 или сложный эфес            | Изображение меч типа XVIIId вместе с другими разновидностями типа XVIII |
| XVIIIe                        | Длинный узкий клинок имеющий протяжённое рикассо, часто более узкое чем заточенная часть клинка, рукоять может быть очень длинной. Региональный датский подтип (известные экземпляры в основном происходят с территории Дании). | 81-106,5                      | 1410 - 1510 Т, Т1-Т5 7, 9, 12                            |                                                                         |
| XIX                           | Клинок шестигранного сечения, кромки почти параллельные с резким переходом в острие. Узкий дол примерно до половины длины. Все известные мечи такого типа имеют четко выраженное рикассо (незаточенная пята клинка) длиной 5-7 см. Некоторые мечи данного типа являются бастардами, клинок в этом случае длиннее (примерно 95 см) и может быть четырёхграным, иногда их рикассо очень длинное и имеет два дола расположенных по краям (в дополнение к основному длинному долу идущему по центру). | 81-86                         | 1350 - 1600 G, H, I, J, K, Т, Т1-Т5 5, 6                 | Одноручный вариант типа XIX · Полутораручный вариант типа XIX           |
| XX                            | Это большие бастарды или (в некоторых случаях) полностью двуручные мечи имеют широкие клинки с длинным острием, два или три дола с каждой стороны. | 86-106,5                      | 1350 - 1450 G, H, I, J, K, Т, Т1-Т5 7, 9                 | Изображение меча                                                        |
| XXa                           | От предыдущего типа отличается главным образом более выраженным сужением клинка и меньшими размерами. | 56-86                         | 1350 - 1450 G, H, I, J, K 7, 9                           |                                                                         |
| XXI                           | Мечи этого типа напоминают формой клинка итальянские кинжалы (или короткие мечи) 16 века чинкуэды, отличаясь от последних большей длиной шестигранного клинка. Также как и у чинкуэд у них очень широкий в основании клинок, затем резко сужающийся. Широкие долы, обычно два с каждой стороны, сужаясь вместе с клинком идут до самого острия. Первоначально обозначен Оукшотом как тип XXa. | 71-86                         | 1450 - 1560 G, H, R 9, 11                                | Итальянский меч из музея Клюни.                                         |
| XXII                          | Этот тип очень похож на предыдущий, но сужение клинка менее резкое, а долы узкие и короткие. Сечение клинка в форме уплощённого четырёхгранника. Первоначально также относился к типу XXa. | 66-101,5                      | 1440 - 1570 F, G, H 1, 9                                 |                                                                         |